# أندوفر (فيرمونت)
أندوفر (بالإنجليزية: Andover, Vermont)‏ هي بلدة تقع بولاية فيرمونت في الولايات المتحدة. تبلغ مساحتها 74.5 (كم²)، وترتفع عن سطح البحر 392 م، بلغ عدد سكانها 467 نسمة في عام 2010 حسب إحصاء مكتب تعداد الولايات المتحدة .

## أعلام
- آلفين آدامز

## وصلات خارجية
- The US50 - Cities and Towns in Vermont State
- Vermont Cities and Towns, Facts, Map, Flag, Colleges, Government, and More